# 熊本陸軍幼年学校
熊本陸軍幼年学校（くまもとりくぐんようねんがっこう）は、幼少時から幹部将校候補を養成するため熊本に設けられた大日本帝国陸軍の全寮制の教育機関（軍学校）。卒業生は陸軍中央幼年学校、のちに陸軍予科士官学校へ進んだ。当初は熊本陸軍地方幼年学校と称した。

## 概要
1896年（明治29年）5月に陸軍幼年学校条例（明治26年勅令第234号）が廃止され、代わって陸軍中央幼年学校条例（明治29年勅令第212号）及び 陸軍地方幼年学校条例（明治29年勅令第213号）が制定された。これに基づき、東京に陸軍中央幼年学校が置かれ、その下級学校として熊本に熊本陸軍地方幼年学校が設置された。場所は熊本城の現在監物台樹木園のある所である。そのほか、東京、仙台、名古屋、大阪、広島にも陸軍地方幼年学校が設立された。
主な生徒数は約50名で、13歳から16歳で入校し3年間の教育が行われた。学費は陸海軍の士官子息は半額であり、戦死者遺児は免除とされていた。また、制服の襟に金星のマークがつけられたことから「星の生徒」と呼ばれた。
卒業生は中央幼年学校に進み2年間の教育を受けた。中央幼年学校卒業後は士官候補生となり、各部隊で下士兵卒の勤務（隊附勤務）を六箇月間ほど務め、陸軍士官学校に進んだ。
1920年（大正9年）8月、陸軍幼年学校令（大正9年勅令第237号）が制定され、熊本陸軍幼年学校と改称した。しかし、1922年（大正11年）のワシントン海軍軍縮条約に代表される世界的軍縮傾向のなか、1926年（大正15年）3月30日に廃止となった。
1936年（昭和11年）4月、中国での戦局が拡大しつつあるなか広島幼年学校が復活。次いで仙台幼年学校が復活し、1939年（昭和14年）3月27日、熊本幼年学校が復活した。場所は清水町である。採用生徒数の定員は50名であったが戦時中は増員された。入校年齢は13歳から15歳までで、3年間の教育を受け、卒業後は陸軍予科士官学校に無試験で入学した。
太平洋戦争の敗戦に伴い廃止され、解散した。

## 歴代校長
熊本陸軍地方幼年学校
- 寺本龍夫 歩兵少佐：1897年5月1日 -
- 江橋貞雄 歩兵少佐：1899年12月25日 - 1900年2月1日
- 江橋貞雄 後備歩兵少佐：1900年2月1日 - 1905年11月8日
- 松浦寛威 歩兵少佐：1905年11月8日 -
- 山下五三郎 歩兵少佐：1903年5月 -
- 松浦寛威 歩兵少佐：1906年10月 - 1907年11月13日
- 山下五三郎 歩兵少佐：1907年11月13日 - 1912年1月22日
- 丸野勝喜 歩兵少佐：1912年1月22日 - 1913年8月22日
- 福留亀太郎 歩兵少佐：1913年8月22日 - 1916年11月15日
- 稲垣孝照 歩兵少佐：1916年11月15日 -
- 中江喜次郎 中佐：1919年4月15日 - 1920年8月10日

熊本陸軍幼年学校（第一次）
- 中江喜次郎 中佐：1920年8月10日 -
- 小野崎通晴 中佐：1922年1月 -
- 深沢友彦 中佐：1926年3月2日 - 3月30日廃止

熊本陸軍幼年学校（第二次）
- 鯉登行一 少将：1939年4月1日 - 1940年11月30日
- 小松崎力雄 大佐：1940年12月3日 -
- 小田正人 大佐：1942年8月1日 -
- 加藤年雄 大佐：1944年9月22日 -

## 主な出身者
- 梅津美治郎 陸軍大将
- 牛島満 陸軍大将
- 長勇 陸軍中将
- 武藤章 陸軍中将
- 田副登 陸軍中将
- 古閑健 陸軍中将
- 原乙未生 陸軍中将
- 神田正種 陸軍中将
- 池田純久 陸軍中将
- 井上貞衛 陸軍中将
- 土橋勇逸 陸軍中将
- 馬場正郎 陸軍中将
- 小島吉蔵 陸軍中将
- 上村利道 陸軍中将
- 後藤光蔵 陸軍中将
- 波田重一 陸軍中将
- 中野良次 陸軍中将
- 安岡正臣 陸軍中将
- 野田謙吾 陸軍中将
- 諫山春樹 陸軍中将
- 綾部橘樹 陸軍中将
- 土橋一次 陸軍中将
- 牧野四郎 陸軍中将
- 志位正人 陸軍中将
- 篠塚義男 陸軍中将、首席
- 飯田祥二郎 陸軍中将
- 馬奈木敬信 陸軍中将
- 牟田口廉也 陸軍中将
- 園部和一郎 陸軍中将
- 小笠原数夫 陸軍少将
- 片倉衷 陸軍少将
- 正木博 陸軍少将
- 作間喬宜 陸軍少将
- 松村秀逸 陸軍少将
- 臼井茂樹 陸軍少将
- 福地春男 陸軍少将
- 安倍克巳 陸軍少将
- 丸野勝喜 陸軍少将
- 加藤邦男 陸軍少将
- 黒川邦輔 陸軍少将
- 立石方亮 陸軍少将
- 重藤憲文 陸軍少将
- 桜井徳太郎 陸軍少将
- 黒木親慶 陸軍少佐
- 親泊朝省 陸軍大佐
- 橋本欣五郎 陸軍大佐
- 安辺浩 陸軍大尉、満州航空総裁
- 大蔵栄一 陸軍大尉、二・二六事件
- 香田清貞 陸軍大尉、二・二六事件
- 西久保豊成 陸軍少尉、首席
- 菅波三郎
- 朝山小二郎
- 久保亘 陸軍予科士官学校生徒

### 在学時に終戦を迎えた生徒
- 杉山邦博 熊本陸軍幼年学校生徒 - NHKアナウンサー